# Dolina Orawicka

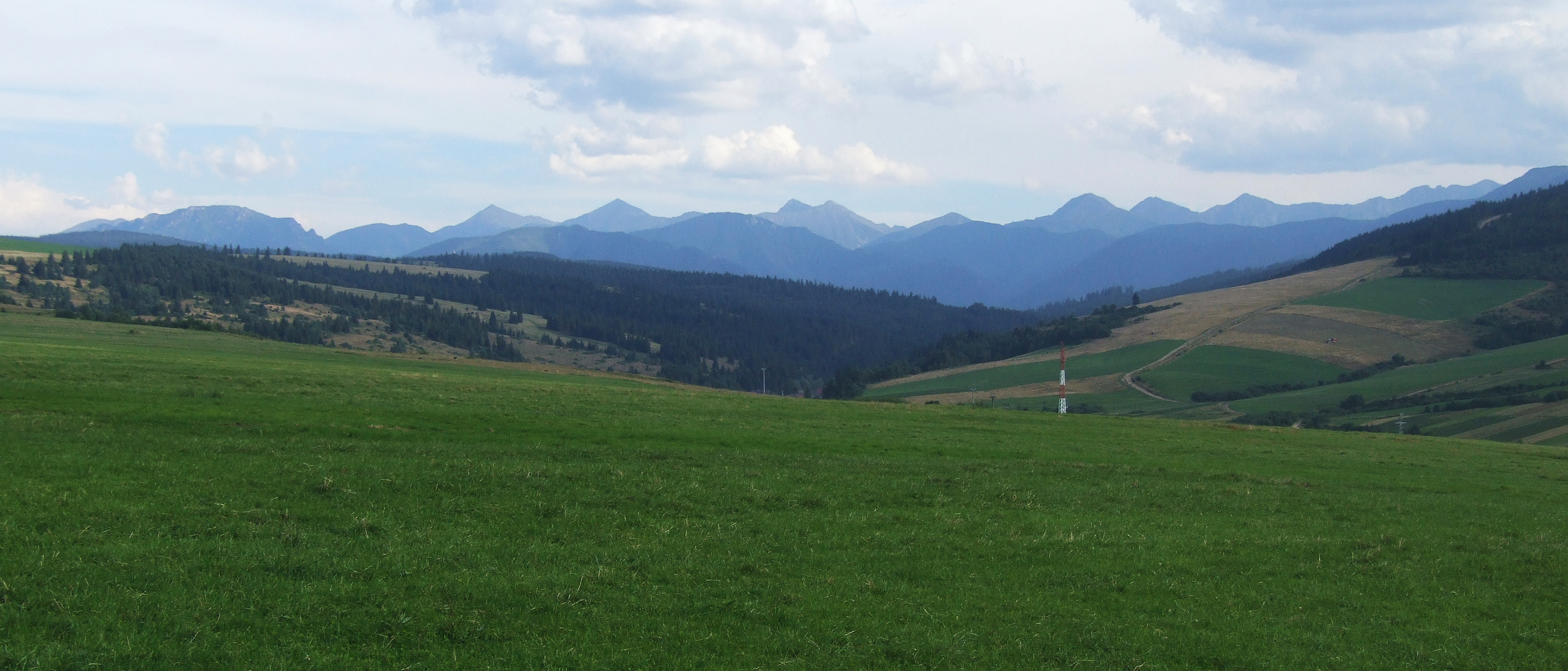
Dolina Orawicka i Tatry

Dolina Orawicka (słow. Oravická dolina) – dolina rzeki Orawica na Słowacji. Jest to przełomowa dolina rozcinająca Skoruszyńskie Wierchy na dwie części; Orawicko-Witowskie Wierchy tworzące wschodnie zbocza doliny i słowacką część Skoruszyńskich Wierchów tworzącą zbocza zachodnie. Dolina Orawicka ma początek w Kotlinie Orawickiej i ciągnie się od Orawic do Witanowej, gdzie uchodzi do Kotliny Orawskiej.
Dnem doliny Orawickiej poprowadzono drogę od Witanowej przez Orawice do Zuberca. W dolnym odcinku dolina jest dość szeroka i zajęta przez pola i zwarte zabudowania Witanowej, w górnym odcinku ciasna i zalesiona.